# Guido Quaas
Guido Quaas (* 30. August 1927 in Pirna) ist ein ehemaliger deutscher Politiker (SED). Er war von 1973 bis 1989 stellvertretender Minister und Staatssekretär in der DDR. 

## Leben
Quaas war ab 1946 Mitarbeiter des Rates der Stadt Pirna. Er schloss sich der Sozialistischen Einheitspartei Deutschlands (SED) an. Im Jahr 1951 wurde er Direktor des Deutschen Handelszentrums (DHZ) Steine und Erden in Zwickau. Ab 1953 war er kaufmännischer Direktor des Kunstseidenwerkes Pirna. Nach einer Qualifikation zum Diplom-Wirtschaftler war er ab 1959 in Guben als Aufbauleiter, Produktionsdirektor und von 1966 bis 1973 als Werkdirektor des VEB Chemiefaserwerk tätig. Im Juni 1973 wurde er stellvertretender Minister für den Bereich Forschung und Entwicklung und im Januar 1975 Staatssekretär im Ministerium für Chemische Industrie. Am 21. Dezember 1989 erfolgte seine Abberufung als Staatssekretär durch die Regierung Modrow.

## Auszeichnungen
- 1965 Orden Banner der Arbeit (im Kollektiv) und 1972
- 1977 Vaterländischer Verdienstorden in Bronze, 1984 in Silber und 1987 in Gold